# Tomosvaryella parakuthyi
Tomosvaryella parakuthyi är en tvåvingeart som beskrevs av De Meyer 1995. Tomosvaryella parakuthyi ingår i släktet Tomosvaryella och familjen ögonflugor.
Artens utbredningsområde är Egypten. Inga underarter finns listade i Catalogue of Life.